# تيري ماكدونالد
تيري ماكدونالد هي سائقة سباق كندية، ولدت في 8 نوفمبر 1963 في ويتبي في كندا.

## وصلات خارجية
- تيري ماكدونالد على موقع Racing-Reference.info (الإنجليزية)
- تيري ماكدونالد على موقع DriverDB.com (الإنجليزية)